# Сваневельт, Герман ван
Герман ван Сваневельт, также Херман фан Сванефельт (нидерл. Herman van Swanevelt; 1603, Вурден — 1655, Париж) — голландский живописец, рисовальщик и гравёр в технике офорта. Мастер архитектурных ведут. Романист. Был также известным издателем. Работал главным образом во Франции и Италии и Франции. В Риме изображал античные руины, отчего и получил прозвание «Герман Итальянский» (Herman d’Italie).

## Биография
Герман ван Сваневельт родился в Вурдене в провинции Утрехт, в семье преуспевающих ремесленников и художников, его прадедом был знаменитый живописец Лукас ван Лейден, но неясно, у кого он получил образование. Новая гипотеза предполагает, что он был учеником Виллема Бёйтевеха.
Будучи ещё юным, Герман ван Сваневельт покинул родину и отправился в Париж. Свою первую подписанную картину он написал в Париже в 1623 году. В 1629 году он переехал в Рим, где написал множество пейзажей. В Италии он стал учеником и последователем знаменитого Клода Лоррена. Его работы пользовались большой популярностью у римлян. Могущественный Антонио Барберини и курия Ватикана давали ему заказы. В Палаццо Памфили он писал фрески.
В Риме Сваневельт стал членом общества «Перелётные птицы», или «Бент» (нидерл. bent — клуб, собрание, нидерл. Bent vogels — перелётные птицы, или нидерл. Bentvueghels — «птицы пера»), — «братства» иностранных художников, прибывавших в католический Рим из северных стран (главным образом из Нидерландов и Германии). Согласно обычаю общества он получил новое «кривое имя»: «Отшельник» (Eremiet), потому что любил работать в одиночестве среди отдалённых руин.
По поручению Филиппа IV Испанского вместе с Клодом Лорреном и Никола Пуссеном он расписал дворец Буэн-Ретиро недалеко от Мадрида. В 1641 году Сваневельт вернулся в Париж, где в 1644 году получил гражданство. Он работал с Яном Асселином, который также остался в Париже, над украшением Отеля Ламбер. Сваневельт ещё несколько раз ездил в Вурден, чтобы навестить свою семью, а также снова побывал в Риме.
В 1650 году он женился на Сюзанне Руссо. С 1652 года и до смерти жил в Париже. Он пользовался покровительством кардинала Ришельё и самого короля Людовика XIV. В 1651 году — был принят в члены Королевской академии живописи и скульптуры.
В последние годы жизни ван Сваневельт сосредоточился на гравюре. Сваневельт умер на улице Тампль, где собрал в своей квартире — в еврейском квартале — коллекцию картин и гравюр.
Сваневельт был одним из первых, кто стал писать пейзаж ради пейзажа, без библейских или мифологических сцен. В его пейзажах встречаются лишь небольшие фигурки пастухов со стадами или путешественников на вьючных мулах. Ему всегда удавалось тонко изобразить солнечный свет в разное время суток: восход, закат или полдень.
В 1730-х годах Сваневельт установил важную связь в своих пейзажах между ранними «голландскими итальянцами», такими как Пауль Бриль, Корнелис ван Пуленбург и Бартоломмеус Бренберг, и вторым поколением романистов, к которому принадлежали Ян Бот и Николас Берхем.
Картины этого художника можно увидеть в Луврe, в мюнхенской Старой пинакотеке, а также во многих других галереях мира. Отличаясь свежестью колорита и нежностью письма, они имеют сходство с пейзажами Клода Лоррена.

## Галерея

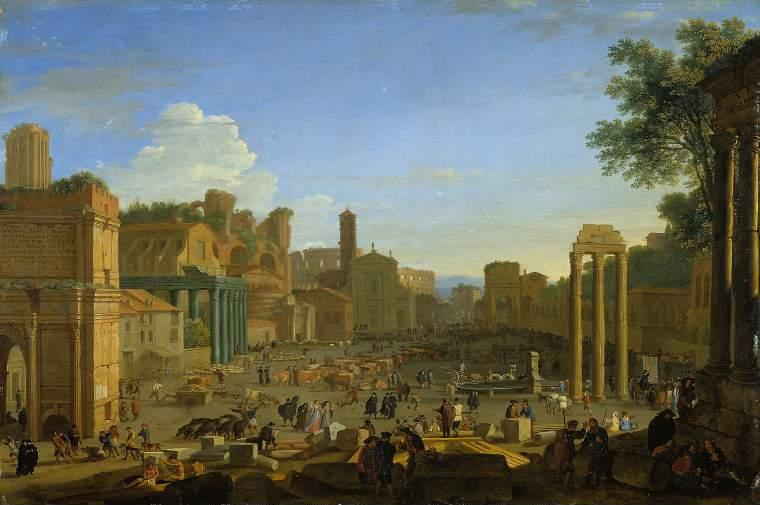
Кампо Ваччино. 1631. Музей Фицуильяма, Кембридж, Великобритания
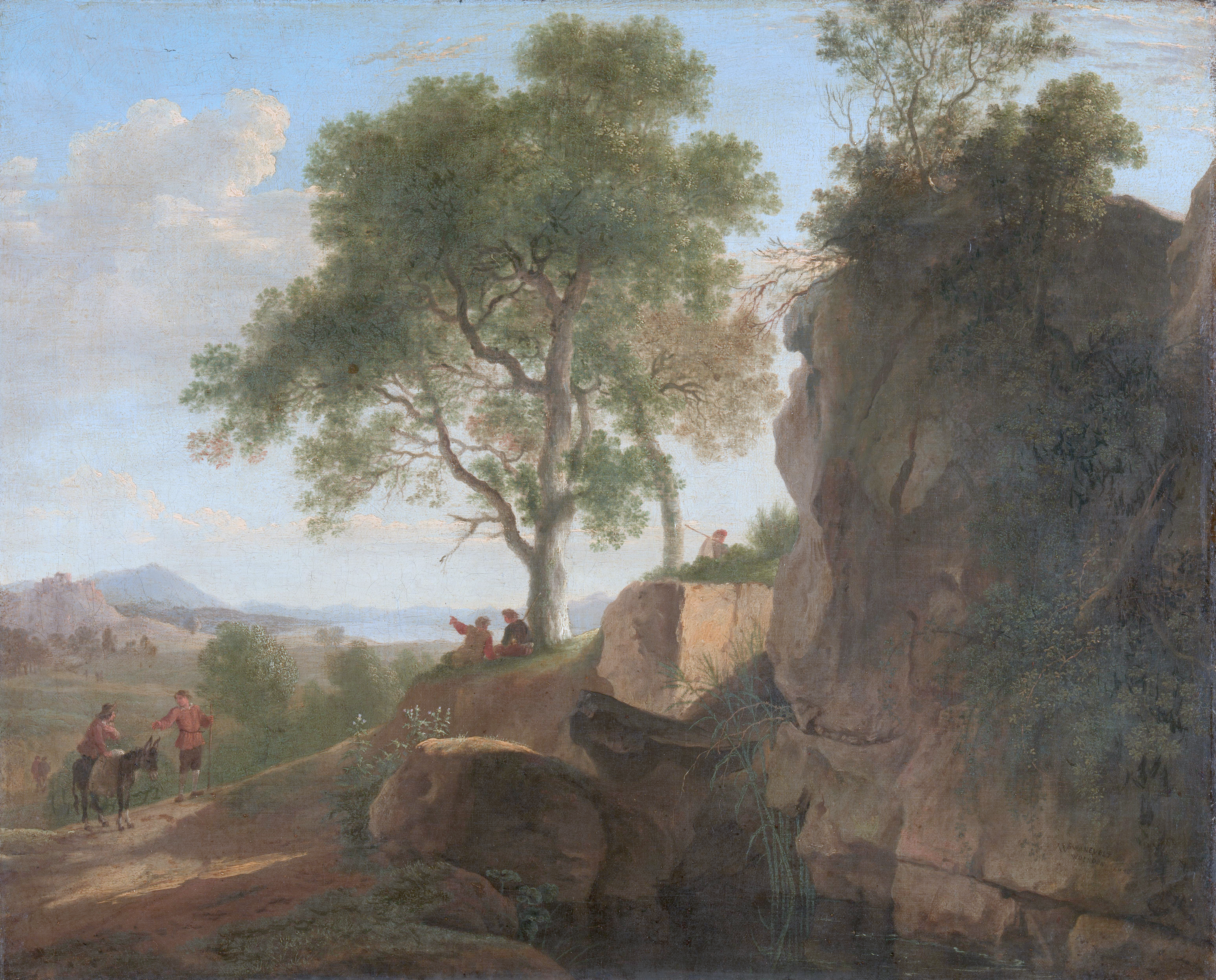
Итальянский пейзаж. 1643. Холст, масло. Рейксмюсеум, Амстердам
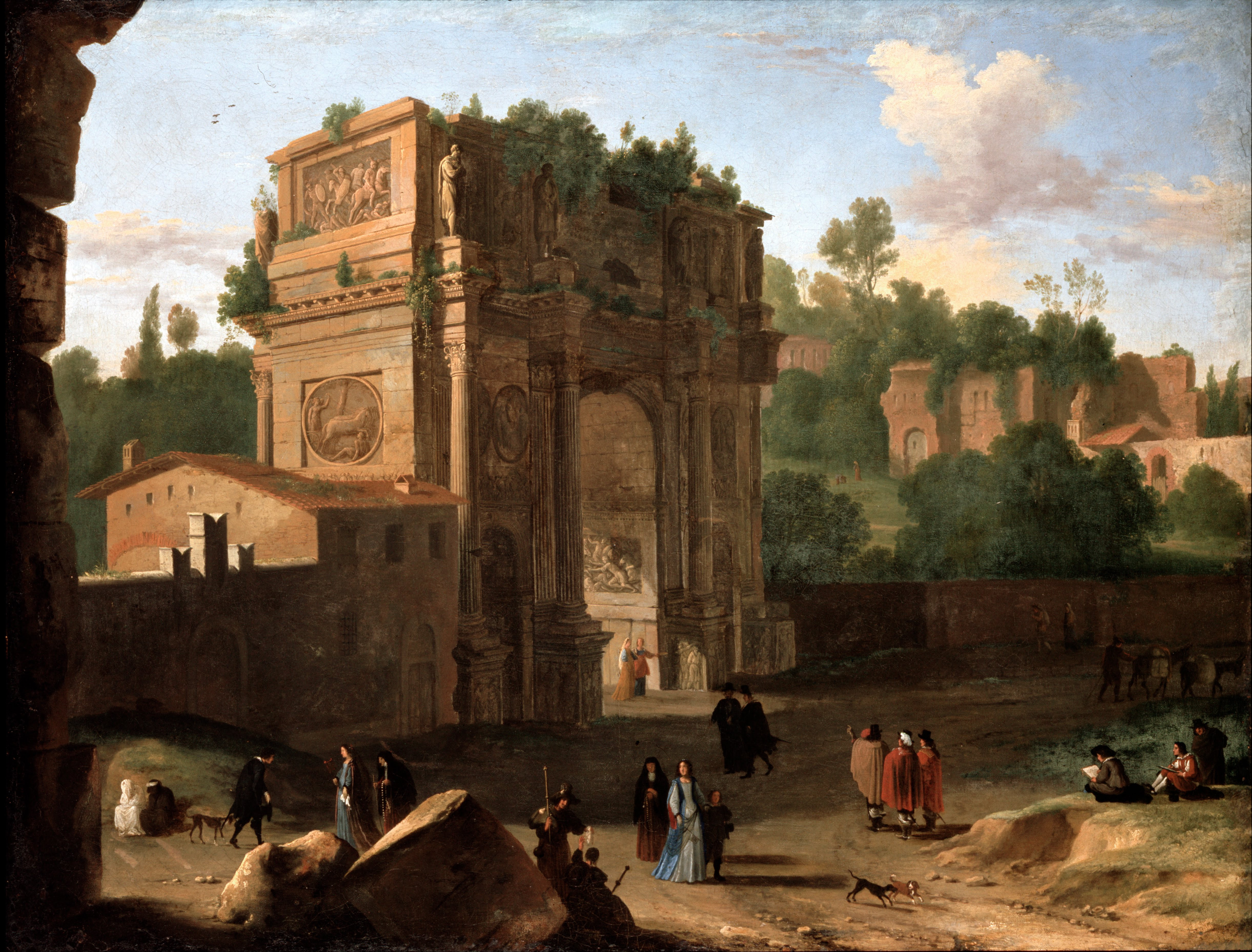
Арка Константина в Риме. 1645. Холст, масло. Далиджская картинная галерея, Лондон
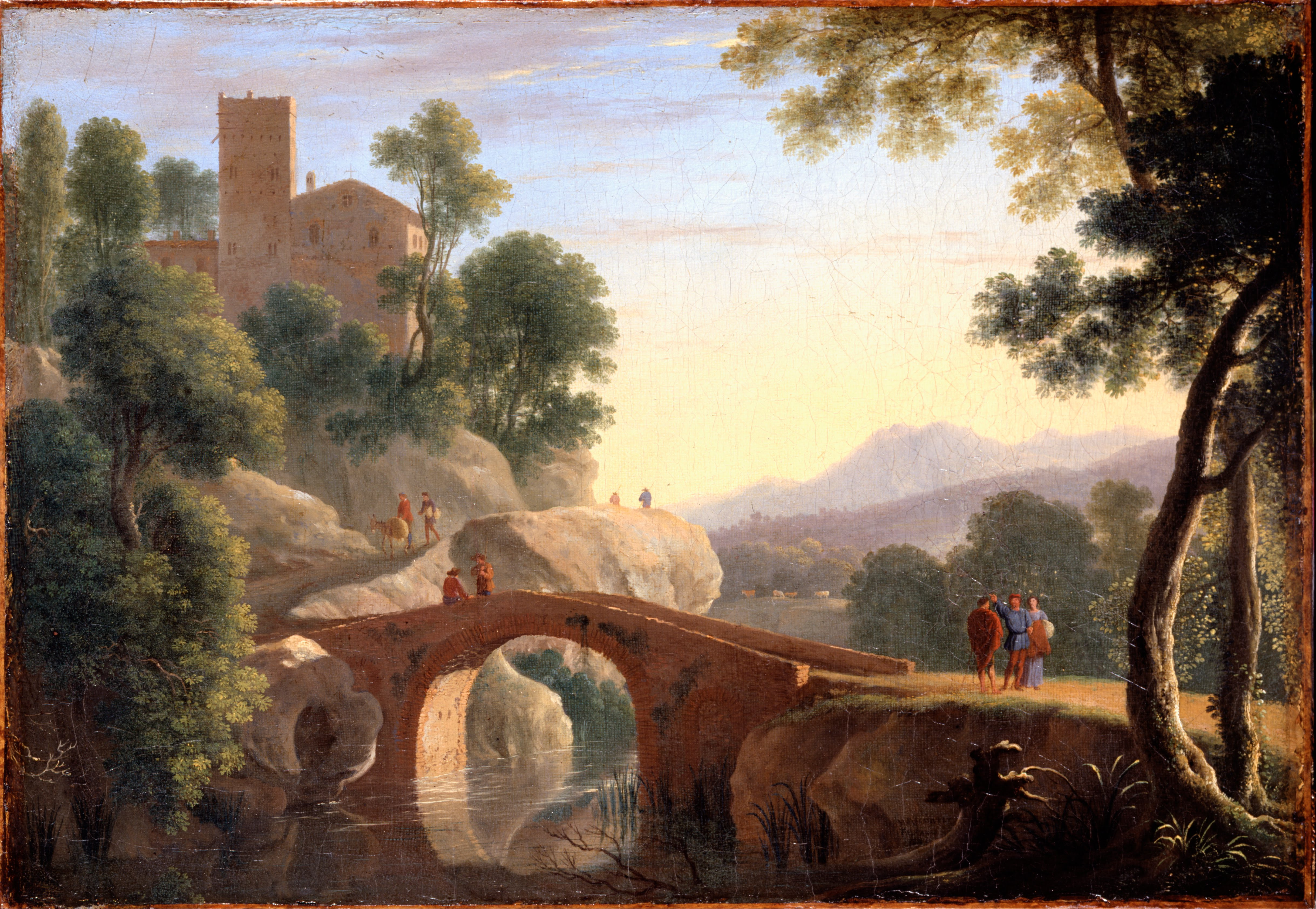
Итальянский пейзаж с мостом. 1645. Холст, масло. Далиджская картинная галерея, Лондон
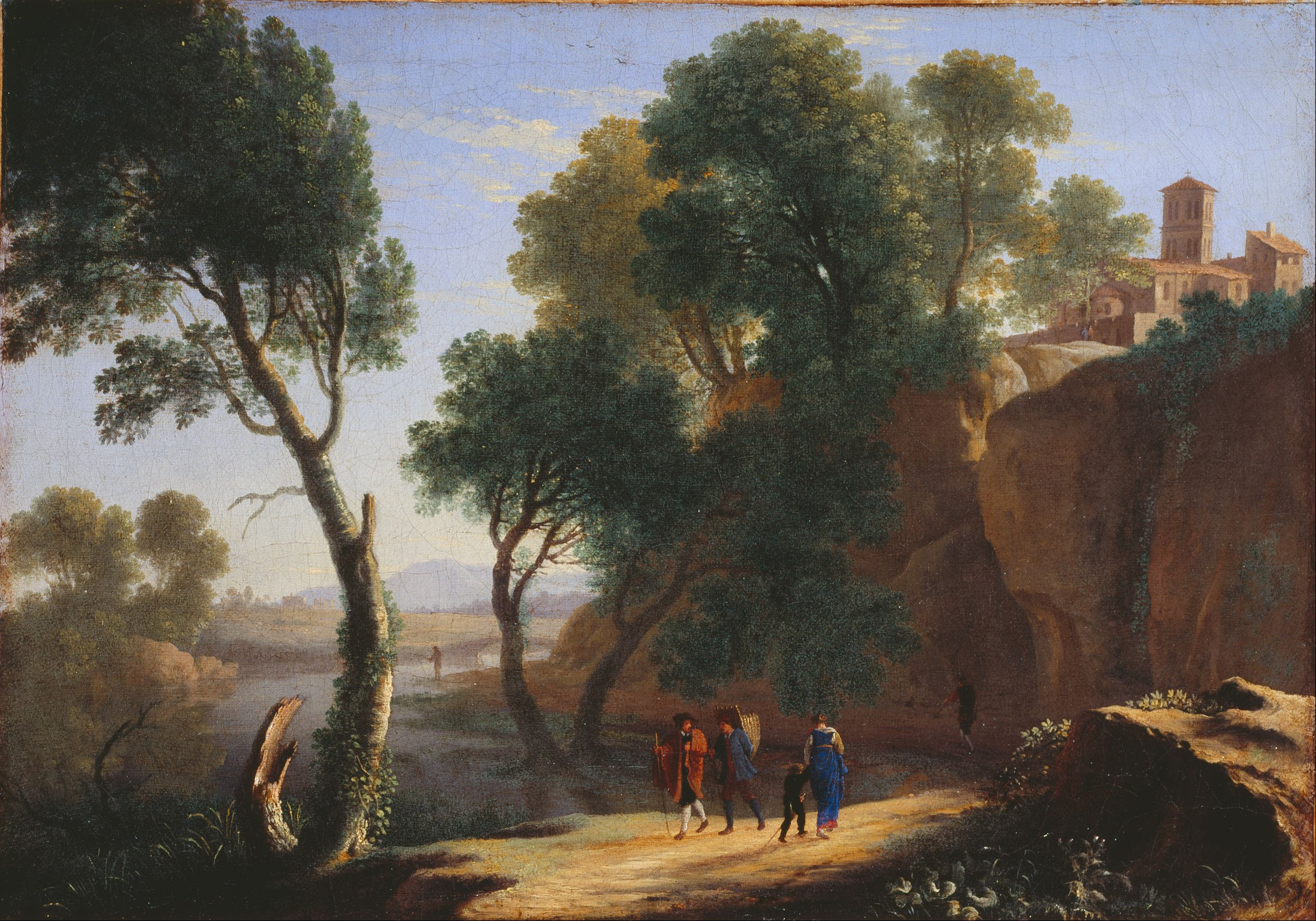
Итальянский пейзаж. Ок. 1645. Холст, масло. Далиджская картинная галерея, Лондон
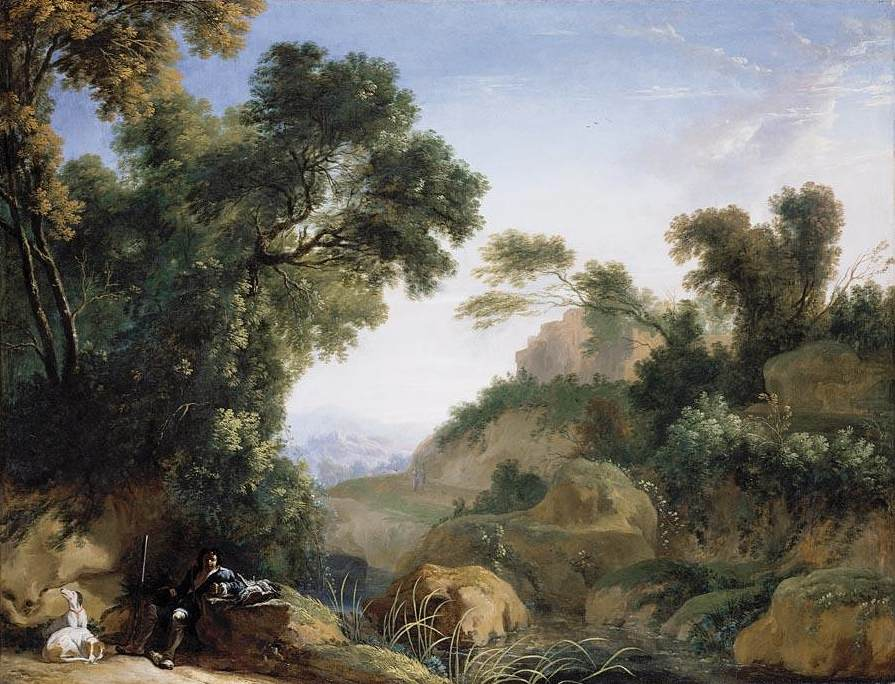
Охотники на отдыхе. Холст, масло. Частное собрание